# Европско првенство у атлетици на отвореном 1938 — бацање диска за жене
Такмичење у бацању диска у женској конкуренцији на Европском првенству у атлетици 1938. одржано је 17. септембра на стадиону Пратер у Бечу, који је у то време био део Немачког Рајха. Ово је било прво Европско првенство на којем су учествовале жене.

## Земље учеснице
Учествовало је 11 такмичарки из 7 земаља.
1. Италија (1)
2. Мађарска (1)
3. Немачка (3)
4. Пољска  (1)
5. Уједињено Краљевство (2)
6. Холандија (1)
7. Шведска (2)

## Освајачи медаља
|                           |                         |                          |
| Гизела Мауермајер Немачка | Хилдегард Зомер Немачка | Паула Меленхауер Немачка |

## Резултати

### Финале
| Пласман | Такмичарка           | Држава               | Време | Белешке |
| ------- | -------------------- | -------------------- | ----- | ------- |
|         | Гизела Мауермајер    | Немачка              | 44,80 | РЕП     |
|         | Хилдегард Зомер      | Немачка              | 40,95 |         |
|         | Паула Меленхауер     | Немачка              | 39,81 |         |
| 4.      | Биргит Лундтрем      | Шведска              | 38,12 |         |
| 5.      | Геновефа Џејзик      | Пољска               | 36,51 |         |
| 6       | Габре Габрић-Калвези | Италија              | 35,53 |         |
| 7.      | Анс Нисинк           | Холандија            | 35,48 |         |
| 8.      | Бевис Рид            | Уједињено Краљевство | 34,19 |         |
| 9.      | Брита Авал           | Шведска              | 33,26 |         |
| 10.     | Кетлин Дајер-Тили    | Уједињено Краљевство | 33,18 |         |
| 11.     | Агнеш Надањи         | Мађарска             | 31,08 |         |